# Каюс
Каюс на английски: Cayuse е северноамериканско индианско племе, живяло по поречията на реките Уола уола, Уматила и Гранд Ронд в североизточен Орегон и югоизточен Вашингтон. През 18 век наброяват около 500 души разделени на няколко местни групи. В миналото вероятно са били едно племе с молала, с които говорят близки езици класифицирани като изолата Уипилатпу към Пенутийските езици на Платото.
До началото на 18 век двете племена живели заедно по река Джон Дей. Тогава се сдобиват с коне и започват да ги развъждат, и се превръщат в отлични ездачи и конни бойци. С течение на времето стадата коне, които притежавали станали огромни и племето въпреки малката си численост става доминиращо в региона. Постепенно започнали да разширяват територията си на север и на изток към долините на Гранд Ронд и Уола уола и да правят редовни ловни и бойни походи в Равнините. Впоследствие културата им и начин на живот се адаптират към Равнинната култура, но не чак толкова като на племената живеещи в източната част на Платото. Заменят старите полуподземни жилища с типита, както и старото облекло от кора и кожи с прерийно облекло. До идването на белите племето живеело като останалите племена в Платото, зависели от сезонния лов на сьомга, която складирали в големи количества за зимата, както и от събирането на ядки, корени (особено камас) и горски плодове. Заради огромните стада с коне племето се отказва от риболова и започва да се занимава усилено с търговия.
Приветстват приятелски експедицията на Луис и Кларк през 1806 г., както и белите търговци дошли след тях. Първата презвитерианска мисия е основана сред тях през 1836 г. През 1843 г. през земите им преминават и първите имигранти. През 1847 г. племето е покосено от епидемия. Каюс хвърлят вината за това върху белите заселници, които ставали все повече и повече. За да отмъстят за загубите си от болестта започват война. Тя остава в историята като Войната каюс и продължава до 1855 г. След войната са заселени заедно с уматила и уола уола в резервата Уматила, където продължават да живеят и днес като част от Конфедеративните племена на резервата Уматила.